# Nentscho Christow

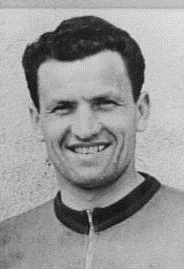
Nentscho Christow, Friedensfahrt 1961

Nentscho Christow (bulgarisch Ненчо Христов; * 17. Dezember 1933 in Warna, Bulgarien; † 3. Mai 2002) war ein bulgarischer Radrennfahrer und nationaler Meister im Radsport.

## Sportliche Laufbahn
Als Armeeangehöriger begann er den Radsport. Er nahm mehrfach an der Friedensfahrt teil (1955 wurde er 18.) Insgesamt war er fünfmal am Start der Rundfahrt und gewann eine Etappe, 1959 konnte er sich mit dem 6. Platz nochmals im Klassement vorn platzieren.
- 1955 und 1957 war er nationaler Meister im Straßenrennen
- 1956 siegte er bei der Ägypten-Rundfahrt, nationaler Meister in der Einerverfolgung.
- Sein erfolgreichstes Jahr war 1957: Sieger der Bulgarien-Rundfahrt und Sieger der Friedensfahrt.
- 1959 siegte er bei der Jugoslawien-Rundfahrt.

1962 wurde er beim Sieg von Iwan Bobekow Dritter der Bulgarien-Rundfahrt, 1963 wurde er Zweiter in diesem Etappenrennen. Bei seinem Sieg in der Friedensfahrt 1957 startete er auf einem Rad der französischen Firma La Perle. Sein Sieg geriet mehrfach in Gefahr, da er dreimal einen Gabelbruch zu beklagen hatte. Der bulgarische Mechaniker lieh daraufhin bei der Mannschaft der DDR eine Gabel der deutschen Firma Diamant, mit der Christow schließlich das Rennen gewann.

## Berufliches
Nach seinem aktiven Radsport wurde er Trainer der bulgarischen Radsport-Mannschaft.